# مفاعل نووي

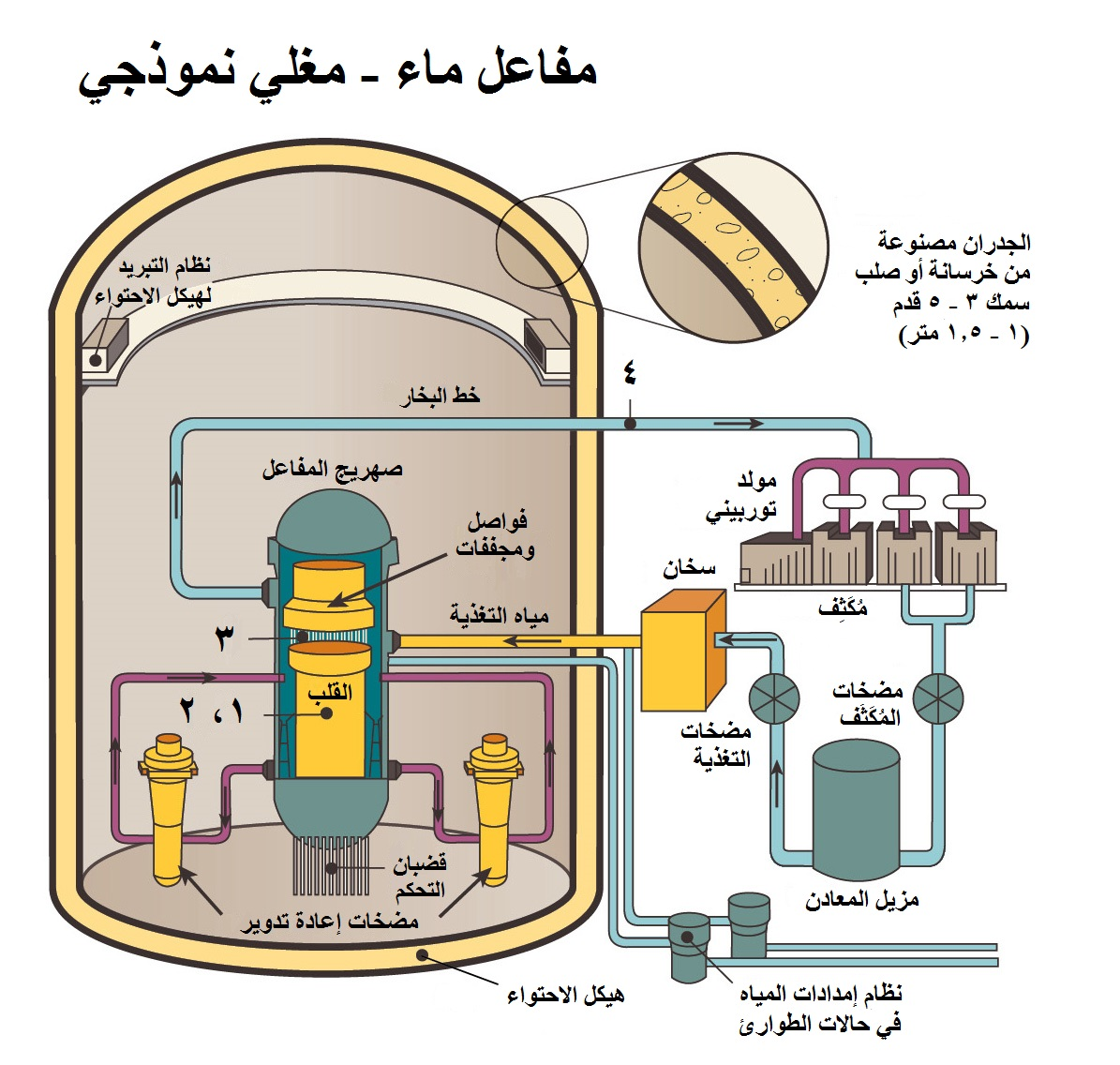
نموذج لمفاعل نووي ويظهر فيه صهريج وقلب المفاعل وقضبان التحكم في التفاعل ومياه التبريد.

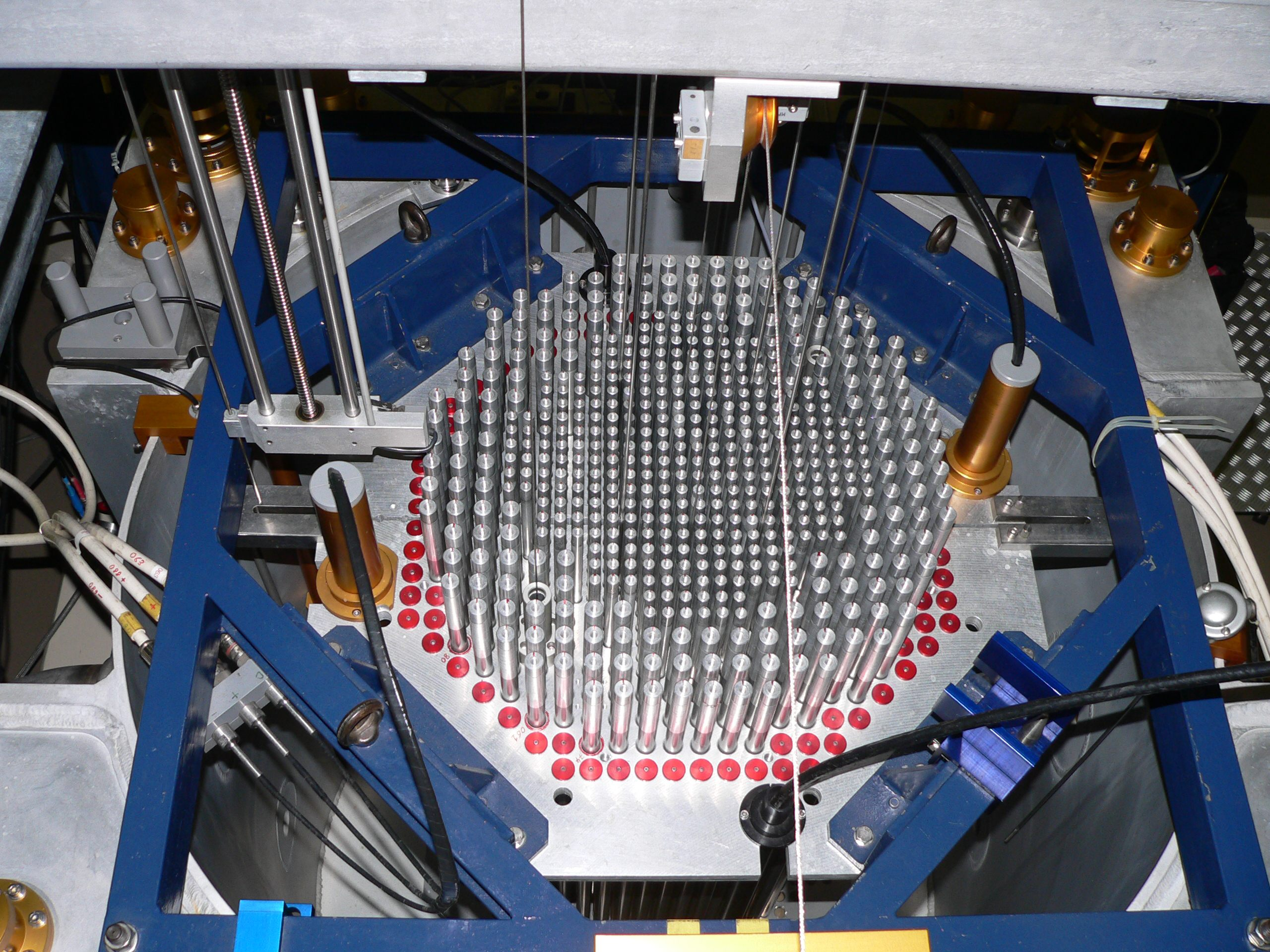
قلب مفاعل "كروكاس" CROCUS وهو مفاعل نووي صغير للأبحاث العلمية في "مدرسة دي لوزان الاتحادية للفنون التطبيقية" في سويسرا.

المفاعل النووي هو جهاز ضخم أو محطة قوى تستخدم لتوليد تفاعل نووي متسلسل مُسْتَدَام وللتحكم فيه، أو بتعبير أدق للتحكم في معدل سير التفاعل النووي بحيث يمكن السيطرة عليه والاستفادة من طاقته لفترة طويلة. من المفاعلات النووية أنواع صغيرة تستخدم في البحوث العلمية ومنها ما هو محطة قوى تولد الكهرباء باستغلال الطاقة النووية. فشل نظام التحكم في معدل سريان التفاعل النووي المتسلسل يؤدي إلى انصهار المفاعل؛ هذا لأن المفاعل يطلق طاقته كلها دفعة واحدة في زمن قصير، كما حدث في مفاعل تشيرنوبيل.
يعمل المفاعل النووي بوقود حيث تعمل نيوترونات على انشطار أنوية اليورانيوم أو البلوتونيوم فتتولد طاقة حرارية (اليورانيوم-235 والبلوتونيوم-239 هي المواد الانشطارية ولهما نفس الخواص). لا بد من التحكم في عمليات الانشطار النووي المتسلسلة داخل قلب المفاعل مع الحفاظ على الظروف المناسبة لاستمرار تلك التفاعلات بشكل دائم دون وقوع انفجارات. تنساب الطاقة النووية من المفاعل بشكل تدريجي في هيئة حرارة ترفع درجة حرارة الماء المحيطة بوحدات الوقود النووي كما يرتفع ضغط البخار في خزان المفاعل. والمفاعل النووي، المعروف سابقا باسم الكومة الذرية، كان كومة من اليورانيوم والجرافيت، وكان جهازًا يستخدم لبدء والتحكم في عدد النيوترونات المتفاعلة مع اليورانيوم للبقاء على سلسلة تفاعلات نووية مستدامة، من دون زيادة للتفاعل حتى لا يحدث انفجار. ويتم تحديد عدد النيوترونات المتفاعلة مع أنوية اليورانيوم بواسطة قضبان من الكادميوم موزعة بين قضبان الوقود، يمتص الكادميوم النيوترونات الزائدة.
تستخدم المفاعلات النووية في محطات الطاقة النووية لتوليد الكهرباء ودفع السفن والغواصات. أحد أنواع المفاعلات النووية هو مفاعل الماء الخفيف الذي يعمل باليورانيوم المخصب - به نحو 5و3 % من اليورانيوم-235 القابل للانشطار عند امتصاصه نيوترونا - وتبلغ كمية اليورانيوم الكلية التي تحتوي على يورانيوم-235 ويورانيوم-238 في مفاعل القوى نحو 100 طن. تعمل الطاقة الحرارية الناتجة على تسخين الماء المحيط باليورانيوم حتى درجة الغليان، فيتولد بخار عند ضغط عالي. هذه «الكومة» الذرية الغاطسة في الماء موجودة داخل صهريج المفاعل (انظر الشكل). يتم نقل البخار عالي الضغط عبر التوربينات البخارية فيدور وهذا يقوم بتدوير المولد الكهربائي الذي ينتج الكهرباء. يمكن استغلال دوران التوربين في دفع مراوح سفينة أو أو غواصة أو لإدارة المولدات الكهربائية. ويمكن استخدام الماء الساخن المتولد من تفاعل انشطار اليورانيوم من حيث المبدأ في العمليات الصناعية أو للتدفئة في المناطق الباردة. ولكن يجب معرفة أيضا أن الماء المحيط مباشرة بالكومة الذرية يصبح مشعا مع الوقت ولا يصلح للاستخدام المدني، لهذا يتم تدويره في مبادل حراري تنتقل فيه الحرارة من ماء المفاعل إلى ماء آخر نظيف يمكن استغلاله. أي تكون في المفاعل دورتان للمياه: دورة أولية داخل المفاعل، ودورة ثانوية خارج المفاعل، والأخيرة تكون نظيفة ويمكن استغلال حرارتها في الأغراض المدنية أو لتوليد الكهرباء.
كما تستخدم بعض المفاعلات النووية الصغيرة لإنتاج نظائر مشعة للاستخدام الطبي والصناعي، أو لإنتاج البلوتونيوم-239 من اليورانيوم الطبيعي؛ وعلى وجه التحديد من اليورانيوم-238 بضربه بالنيوترونات فيمتصها ويتحول إلى بلوتونيوم-239 . يمكن استخدام البلوتونيوم-239 الناتج في صنع الأسلحة النووية، فقد كانت قنبلة نجازاكي مصنوعة من البلوتونيوم-239 ؛ كما يمكن استخدام البلوتونيوم-239 بعد خلطه بنسبة نحو 4 % مع اليورانيوم الطبيعي في تشغيل مفاعل نووي يولد الكهرباء.
لأغراض البحث العلمي تبنى مفاعلات نووية صغيرة تنتج نيوترونات بغزارة وأشعة جاما - حيث تستخدم النيوترونات الناتجه فيه في فحص المواد والتعرف على تركيب المواد، وتحليل الشوائب في الأنهار والبحار والهواء. وحتى نيسان / أبريل 2014، أبلغت الوكالة الدولية للطاقة الذرية عن وجود 435 مفاعلا للطاقة النووية في 31 بلد حول العالم

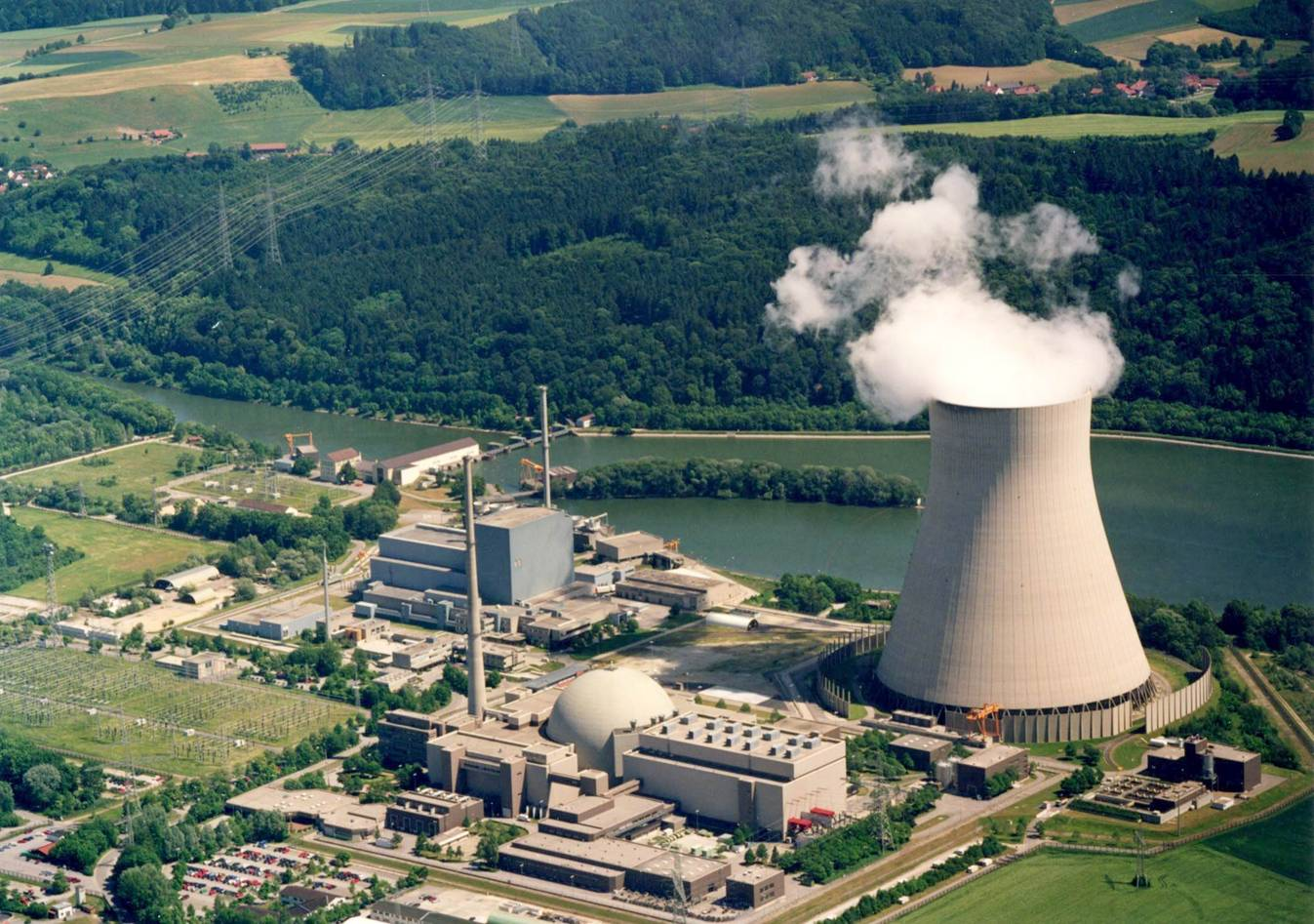
مفاعل نووي لانتاج الكهرباء - أيزار 2 بألمانيا ، وهو أكبر مفاعل في ألمانيا وتبلغ قدرته 85 ميجا واط.

بشكل عام، هناك نوعان من المفاعلات النووية، نوع يستخدم في محطات الطاقة النووية لتوفير الطاقة اللازمة لإنتاج الكهرباء ومن الأمثلة عليه مفاعل القدرة المائي-المائي الروسي (الإنجليزية: Water-Water Energetic Reactor)، وكذلك مفاعل الماء الخفيف (الإنجليزية: Light-water reactor)، كما يستخدم أيضاً في تسيير السفن والغواصات. وتعمل تلك المفاعلات عند درجات حرارة عالية، وضغط للبخار عالي يصل إلى نحو 10 ضغط جوي. من في تلك المفاعلات يتم انتقال الحرارة الناتجة من الانشطار النووي إلى سوائل التشغيل (مثل الماء أو غاز)، وينتج من مفاعل الماء الخفيف البخار عال الحرارة والضغط الذي يمر بدوره عبر توربينات لتدويره. وتقوم تلك التوربينات بتحريك مراوح السفينة أو بتدوير المولدات الكهربائية. ويمكن استخدام الماء الساخن المتولد من تلك المفاعلات من حيث المبدأ في الأغراض الصناعية أو استخدامه لإنتاج ماء عذب من مياه البحر عن طريق تحلية المياه أو استغلاله لتدفئة البيوت في المناطق الباردة.
أما النوع الآخر من المفاعلات فتعمل على توفير الإشعاع الذري من نيوترونات وأشعة غاما، وتستغل النيوترونات لإنتاج الوقود النووي، مثل إنتاج البلوتونيوم أو لإنتاج نظائر مشعة لاستخدامها في الطب أو في الصناعة بواسطة التصوير بالأشعة لمعرفة سلامة الأجزاء المصنعة وسلامتها من الشقوق. كما يستخدم لأغراض البحث العلمي ولأغراض أخرى مثل تحويل عناصر كيميائية معينة إلى عناصر أخرى أو لإزالة الأملاح والمعادن من الماء للحصول على الماء النقي (تحلية الماء) أو لإنتاج البلوتونيوم-239 لتصنيع الأسلحة النووية.
جميع المفاعلات النووية تتكون من وعاء ثقيل يشبه الصهريج أو الخزَّان ويسمى وعاء المفاعل  أو وعاء الضغط  يحوي داخله «قلب» (الإنجليزية: Core) من الوقود النووي. معظم المفاعلات تحتوي أيضاً على «مُهَدِّئ» (الإنجليزية: Moderator) لإبطاء سرعة النيوترونات إلى النقطة التي يمكن عندها جعل التفاعل المتسلسل يدوم دون أن يتوقف أو يزيد عن الحد يمكن أن يكون المهدئ هو الماء. كل المفاعلات تحتوى أيضاً على «مُبَرِّد» (الإنجليزية: Coolant) للتحديد درجة حرارة قضبان اليورانيوم حتى لا يصيبها الضرر فيفسد المفاعل - ما عدا المفاعلات ذات الطاقة المنخفضة جداً فيمكن أن يكون المهدئ فيها الجرافيت. ويتم تنظيم سرعة التفاعل النووي أو «السيطرة عليه» من خلال «نظام للتحكم» (الإنجليزية: Control System) المكون من قضبان كادميوم تمتص النيوترونات الزائدة عند تغطيسها في قلب المفاعل بين قضبان اليورانيوم، فيتم التفاعل المتسلسل هادئا. كما تُفْرَض احتياطات للسلامة صارمة جداً في تشغيل المفاعلات، ومعالجة منتوجات التفاعل الثانوية المشعة والتخلص من النفايات الخطرة.
ويتوقع بعض الخبراء نقصاً في الطاقة الكهربائية المتولدة من الوقود النووي بسبب مقاومة بعض التجمعات السكنية التي لا ترغب في توليد الطاقة من اليورانيوم لخطورتها في حالة الانفجار. توجد تلك التجمعات في بلاد عديدة مثل ألمانيا والنمسا وإيطاليا، وهذا على الرغم من ظاهرة الاحتباس الحراري التي تسببها الانبعاثات الناتجة عن توليد الطاقة الكهربائية باستخدام الفحم والنفط والأنشطة البشرية الأخرى مثل الانبعاثات الناتجة عن عمليات تكرير النفط وعوادم السيارات وغيرها. لذا فهناك اعتقاد سائد بأن الطاقة النووية هي السبيل الأمثل لسد هذا النقص في المستقبل

## نبذة تاريخية
يعتبر إنريكو فيرمي عالم الفيزياء من إيطاليا والذي حاز على جائزة نوبل في الفيزياء عام 1938 وغادر إيطاليا بعد صعود الفاشية على سدة الحكم واستقر في نيويورك في الولايات المتحدة من أوائل من اقترحوا بناء مفاعل نووي حيث أشرف مع زميله ليو زيلارد (بالإنجليزية: Leó Szilárd) الذي كان يهوديا من مواليد هنغاريا على بناء أول مفاعل نووي في العالم عام 1942 وكان الغرض الرئيسي من هذا المفاعل هو تصنيع الأسلحة النووية. في عام 1951 تم وللمرة الأولى إنتاج الطاقة الكهربائية من مفاعل أيداهو في الولايات المتحدة، بينما قام الاتحاد السوفيتي ببناء أول محطة نووية في العالم لإنتاج الطاقة الكهربية وهي محطة أوبنينسك للطاقة النووية عام 1954

## الآلية

يحدث انشطار نووي مستحث. ويتم امتصاص النيوترون بواسطة نواة ذرة اليورانيوم -235، والتي تنقسم بدورها إلى عناصر أخف وزنا تتحرك بسرعة (منتجات انشطارية) ونيوترونات حرة عددها بين 2 و 3. ويمكن للنيوترونات الناتجة أن تتفاعل مع أنوية أخرى وبذلك يتزايد التفاعل وانشطار نوايا اليورانيوم-235 وهذا ما يسمى "تفاعل تسلسلي".

ومثلما تولد محطات الطاقة التقليدية الكهرباء عن طريق تسخير الطاقة الحرارية المنبعثة من حرق الوقود الأحفوري، تحول المفاعلات النووية الطاقة التي يطلقها الانشطار النووي الخاضع للتحكم إلى طاقة حرارية؛ تلك الحرارة تسخن الماء الذي يتحول جزء منه إلى بخار تحت ضغط عال يٌدير توربينا وبالتالي مولد كهربائي.

### الانشطار النووي
عندما تمتص نواة ذرية انشطارية كبيرة مثل اليورانيوم 235 أو البلوتونيوم -239 النيوترون، فإنها قد تخضع للانشطار النووي. وتنقسم النواة الثقيلة إلى نويتين أخف أو أكثر، (منتجات الانشطار). وتطلق الطاقة الحركية الحرارية، وإشعاع غاما، والنيوترونات الحرة. ويمكن بعد ذلك لبعض النيوترونات الحرة أن تمتصها أنوية انشطارية أخرى، ويؤدي إلى المزيد من أحداث الانشطار، التي تطلق المزيد من النيوترونات (لأنه عندما تمتص نواة انشطارية نيوترونا يخرج من هذا التفاعل نيوترونين أو ثلاث يمكنها نظريا احداث تفاعلات انشطارية متتابعة)؛ ويعرف ذلك بتفاعل نووي متسلسل.
للسيطرة على مثل هذا التفاعل النووي التسلسلي، تستعمل قضبان من الكادميوم لامتصاص النيوترونات الزائدة بحيث يبقى تشغيل المفاعل في الحيز الآمن. المفاعلات النووية عموما لديها أنظمة تلقائية لتنظيم معدل تفاعلات النيوترونات في "كومة" اليورانيوم " حتى لا يخرج معدل التفاعل عن الحيز الآمن.
يتم الانشطار النووي لليورانيوم مثلا عندما يصتدم بها نيوترونا بطيئا (بطيء السرعة). ولكن بعد الانشطار تنتج من 2 إلى 3 من النيوترونات السريعة، تلك النيوترونات السريعة لا تستطيع انوية اليورانيوم امتصاصها. لهذا يستخدم الماء أولا لتقليل سرعة النيوترونات بحيث يمكنها مشاركة في التفاعل واستمراريته ووالوظيفة الثانية للماء هي نقل الحرارة المتولدة لإنتاج الكهرباء. (تعمل نحو 74.8٪ من المفاعلات في العالم بالماء العادي، ويسمى الماء «مهدئ»). نفس خاصية الماء كمهدئ للنيوترونات يحملها الجرافيت، لهذا كانت أول المفاعلات على الأطلاق هي مفاعلات اليورانيوم التي تستخدم الجرافيت تسمى «كومة ذرية» Atomic pile.
طبقا لتقرير الوكالة الدولية للطاقة الذرية في عام 2019 توجد في العالم 454 مفاعل قوى نووي وعدد 226 مفاعل للأبحاث تعمل.

### توليد الحرارة
يولّد قلب المفاعل الحرارة بعدة طرق:
- يتم تحويل الطاقة الحركية من منتجات الانشطار إلى الطاقة الحرارية عندما تصطدم هذه النوى مع الذرات القريبة.
- يمتص المفاعل بعض أشعة غاما المنتجة أثناء الانشطار ويحول طاقتها إلى حرارة.
- كما أن الاضمحلال الإشعاعي من المنتجات الانشطار تنتج حرارة. يبقى الاضمخلال الإشعاعي مصدرا للحرارة لفترة طويلة حتى بعد إيقاف تشغيل المفاعل.

الكيلوغرام من اليورانيوم-235 (U-235) المنشطر أثناء التفاعلات النووية يطلق طاقة تزيد بثلاثة ملايين مرة تقريبا عما ينتجه 1 كيلوجرام من الفحم المحترق تقليديا (7.2 × 1013 جول لكل كيلوغرام من اليورانيوم 235 مقابل 2.4 × 107 جول لكل كيلوغرام من الفحم).

### التبريد
يتم تبريد المفاعل النووي - عادة بالماء، ولكن في بعض التصميمات تنقل الحرارة بغاز مثل الهيليوم أو الرصاص السائل أو الصوديوم السائل أو الملح المنصهر. هذه الحرارة تنتقل بواسطة مبادل حراري إلى الماء الذي يولد البخار المضغوط للتوربينات. معظم أنظمة المفاعلات تستخدم نظام تبريد ونقل الحرارة في دورتين، مثل مفاعل الماء المضغوط. ومع ذلك، في بعض المفاعلات يتم غليان الماء للتوربينات البخارية مباشرة في قلب المفاعل؛ على سبيل المثال مفاعل الماء المغلي.

### التحكم في سير التفاعل

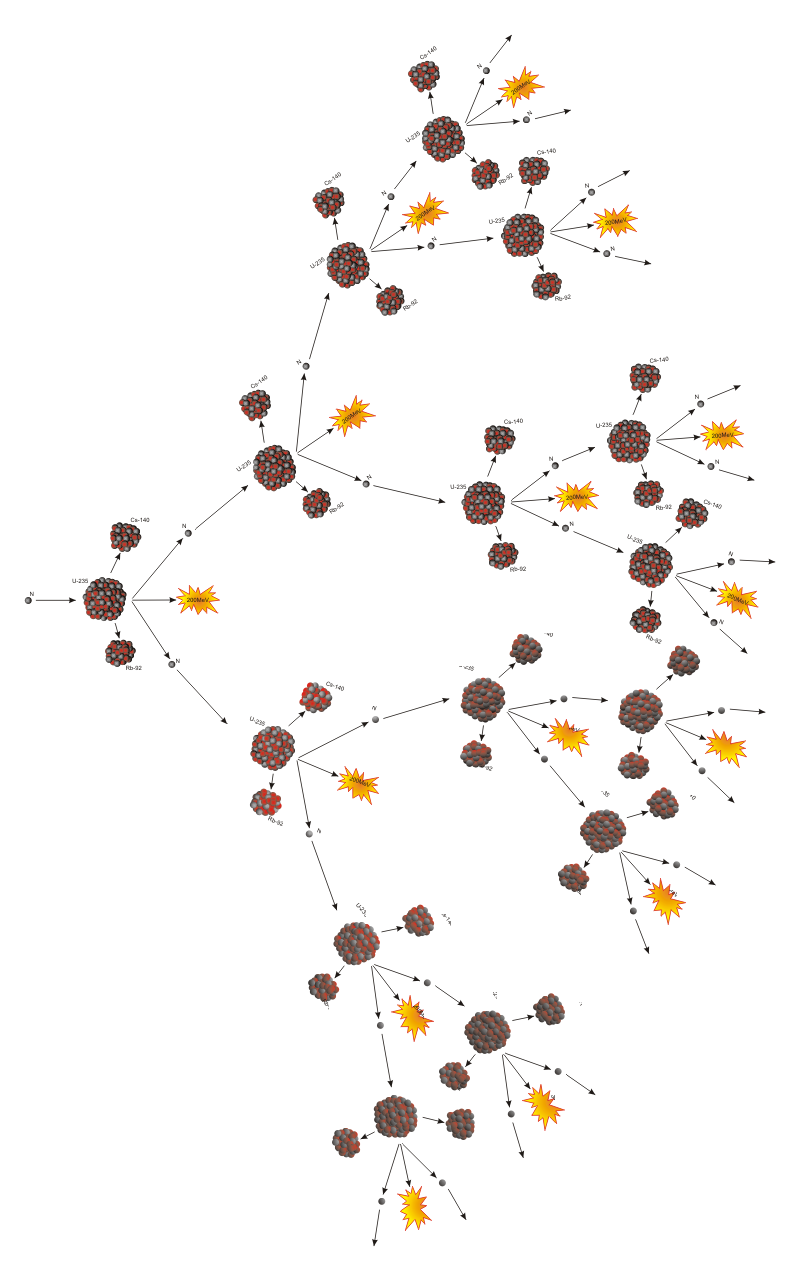
تفاعل انشطاري تسلسلي مع اليورانيوم U-235

يتم ضبط إنتاج الطاقة من المفاعل عن طريق التحكم في عدد النيوترونات القادرة على أن تمتصها الأنوية القابلة للانشطار فتؤدي إلى انشطارها مصحوبة بإنتاج الطاقة. الطاقة النووية الناتجة تتحول من ذاتها إلى طاقة حرارية بسبب تصادم نواتج الانشطار السريعة بجزيئات المهدئ.
وتستخدم قضبان التحكم المصنوعة من الكادميوم - وهو مادة تمتص النيوترونات بشدة - فتمتص جزءا من عدد النيوترونات الكبير، وتخفضه إلى حد سير منتظم للتفاعل وهادئ. امتصاص المزيد من النيوترونات في قضيب التحكم (بحسب مدى دخوله في قلب المفاعل أو إخراجه) يعني أن هناك نيوترونات أقل قابلة لتسبب التفاعل وانشطار أنوية الوقود النووي. لذلك دفع قضيب التحكم أعمق في المفاعل سوف يقلل من إنتاج الطاقة، واستخراج قضيب التحكم تدريجيا تزيد من سير التفاعل.
وفي المستوى الأول من السيطرة في جميع المفاعلات النووية، تعتبر عملية انبعاث النيوترونات المتأخرة من قبل عدد من نظائر الانشطار الغنية بالنيوترونات عملية هامة. وتمثل هذه النيوترونات المتأخرة حوالي 0.65٪ من مجموع النيوترونات المنتجة في الانشطار، بينما يطلق الباقي (المسمى «النيوترونات السريعة») مع الانشطار. إن منتجات الانشطار التي تنتج النيوترونات المتأخرة لها عمر نصف معين حيث تنحل من نفسها وتنتج نيوترونات سريعة. عمر النصف لتلك المواد وهي من مواد الوقود النووي يتراوح بين ميللي ثانية إلى عدة دقائق، ولذلك يستلزم بعض الوقت لتحديد بالضبط متى يصل المفاعل إلى الحالة الحرجة. إن حفظ المفاعل في منطقة التفاعل المتسلسل حيث تكون النيوترونات المتأخرة ضرورية لتحقيق حالة الكتلة الحرجة تسمح للأجهزة الميكانيكية أو المشغلين البشريين بالتحكم في سلسلة من التفاعلات في الوقت الحقيقي. وإلا فإن الوقت الفاصل بين إنجاز الحرجة والانهيار النووي نتيجة لانتشار القوة الهائل من تفاعل السلسلة النووية العادي، سيكون قصير جدا للسماح بالتدخل. هذه المرحلة الأخيرة، حيث لم تعد هناك حاجة النيوترونات تأخر للحفاظ على الحلة الحرجة، ويعرف باسم النقطة الحرجة السريعة. هناك مقياس لوصف الحرجة في الشكل العددي، حيث تعرف الحرجة العارية باسم الدولار الصفر والنقطة الحرجة الفورية هي دولار واحد، والنقاط الأخرى في عملية محرف في سنتا.
في بعض المفاعلات، يعمل المبرد أيضا كمهدئ للسرعات النيوترونات، وتصبح نيوترونات حرارية، أي نيوترونات بطيئة. النيوترونات الحرارية هي أكثر عرضة من النيوترونات السريعة للتسبب في انشطار أنوية اليورانيوم-235 (أو البلوتونيوم-239). إذا كان المبرد هو المهدئ، فإن التغييرات في درجة الحرارة تؤثر على كثافة المبرد/ المهدئ وبالتالي تغيير إنتاج الطاقة. وسيكون المبرد العالي درجة الحرارة أقل كثافة، وبالتالي مهدئاً أقل فعالية، ولكن يتم التغلب على ذلك بواسطة قضبان التحكم.

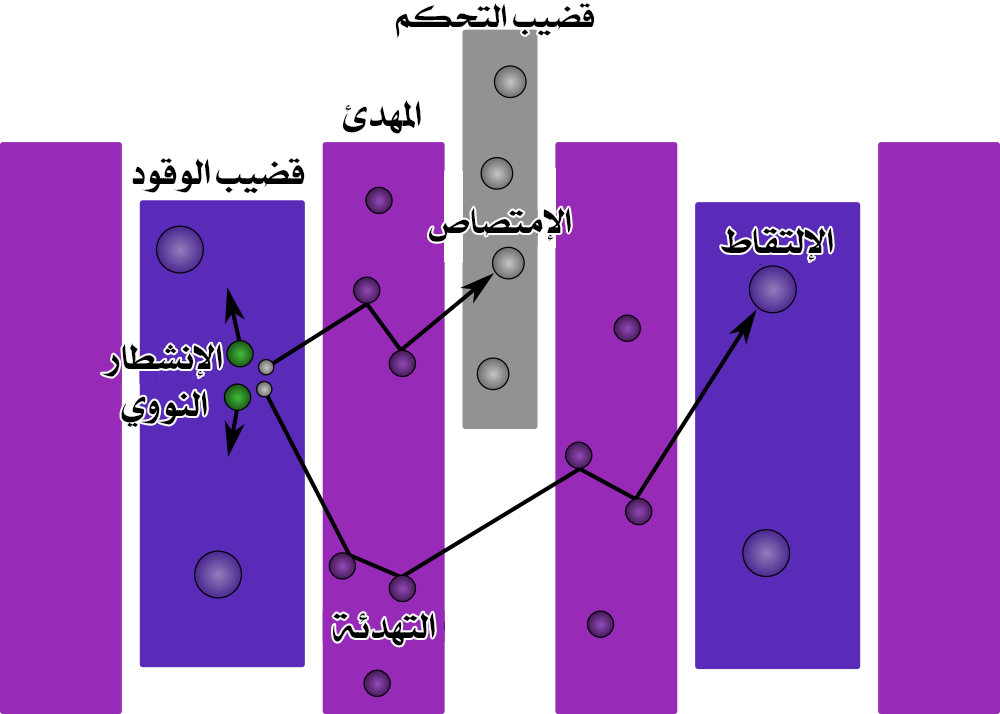
مفاعل الماء الخفيف؛ يعمل المهدئ كمبرد في نفس الوقت، وهو يخفض من سرعة النيوترونات ليمكن من امتصاصها في أنوية الوقود النووي. قضيب التحكم من الكادميوم يمتص النيوترونات الزائدة حتى لا ينفجر المفاعل.

في المفاعلات الأخرى يعمل المبرد كسم من خلال امتصاص جزء من النيوترونات بنفس الطريقة التي تقوم بها قضبان التحكم. في هذه المفاعلات يمكن زيادة إنتاج الطاقة عن طريق تسخين المبرد، مما يجعله تأثيره كسم أقل كثافة. ولدى المفاعلات النووية عموما أنظمة تلقائية ودليلية للتحكم في تشغيل المفاعل في حالة الطوارئ. هذه الأنظمة تدخل كميات كبيرة من السم (غالبا البورون في شكل حمض البوريك) في المفاعل لإيقاف تفاعل الانشطار إذا مالت الظروف إلى ظرف غير آمن أو ظرف غير متوقع.
معظم أنواع المفاعلات حساسة لعملية تعرف باسم تسمم الزينون، أو حفرة اليود. المنتج الانشطار المشترك زينون-135 المنتجة في عملية الانشطار بمثابة سم النيوترونات التي تمتص النيوترونات وبالتالي تميل إلى إيقاف المفاعل إلى أسفل. ويمكن السيطرة على تراكم زينون 135 من خلال الحفاظ على مستويات الطاقة عالية بما فيه الكفاية لتدميره عن طريق امتصاص النيوترون بأسرع ما يتم إنتاجه. وينتج الانشطار أيضا اليود 135، الذي بدوره يتحلل (مع نصف عمر 6.57 ساعة) إلى زينون 135 الجديدة. عندما يتم إيقاف المفاعل، يستمر اليود 135 في التحلل إلى زينون-135، مما يجعل إعادة تشغيل المفاعل أكثر صعوبة لمدة يوم أو يومين، حيث يتحلل الزينون 135 إلى السيزيوم -135، وهو ليس ساما تقريبا مثل الزينون- 135، مع نصف عمر 9.2 ساعة. هذه الحالة المؤقتة هي «حفرة اليود». إذا كان لدى المفاعل قدرة تفاعل إضافية كافية، فيمكن إعادة تشغيله. كما يتم تحويل زينون-135 إضافية إلى زينون-136، وهو أقل بكثير من السم النيوترون، في غضون ساعات قليلة المفاعل تجربة «عابرة زينون (الطاقة) عابرة». قضبان التحكم يجب أن تضاف إلى استبدال امتصاص النيوترون من المفقودين زينون-135. وكان عدم اتباع هذا الإجراء على النحو الصحيح خطوة رئيسية في كارثة تشيرنوبيل.
ولا يمكن في كثير من الأحيان تشغيل المفاعلات المستخدمة في الدفع البحري النووي (وخاصة الغواصات النووية) في قوة مستمرة على مدار الساعة بنفس الطريقة التي تعمل بها عادة مفاعلات الطاقة البرية، وبالإضافة إلى ذلك كثيرًا ما تحتاج إلى أن تكون لها حياة أساسية طويلة جدا دون التزود بالوقود. ولهذا السبب تستخدم العديد من التصاميم اليورانيوم عالي التخصيب، ولكنها تتضمن سموم النيوترون القابل للاحتراق في قضبان الوقود. ويسمح ذلك بتشييد المفاعل بفائض من المواد الانشطارية التي تكون مع ذلك آمنة نسبيا في وقت مبكر من دورة حرق الوقود في المفاعل من خلال وجود المادة التي تمتص النيوترونات والتي تحل محلها في وقت لاحق سموم النيوترون طويلة العمر المنتجة (أطول بكثير من زنون-135) التي تتراكم تدريجيا على تشغيل حمولة الوقود.

### توليد الطاقة الكهربائية
وتولد الطاقة المنبعثة في عملية الانشطار حرارة، ويمكن تحويل بعضها إلى طاقة قابلة للاستعمال. وهناك طريقة مشتركة لتسخير هذه الطاقة الحرارية هي استخدامه لغلي الماء لإنتاج البخار المضغوط الذي سيؤدي بعد ذلك إلى دفع توربين بخاري يحول المولد ويولد الكهرباء.

## المفاعلات المبكرة

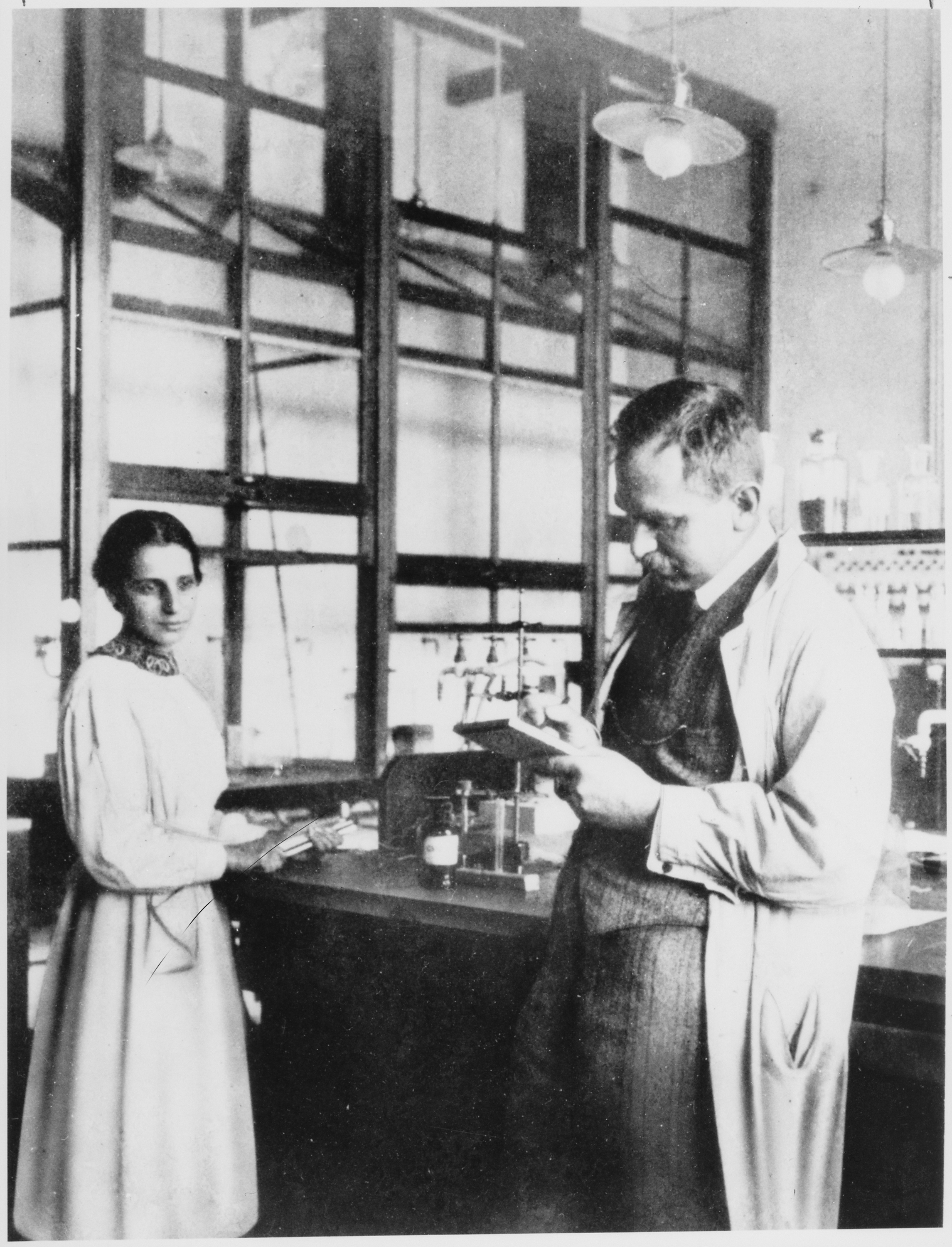
ليز مايتنر وأوتو هان في مختبرهم. اكتشفا انشطار اليورانيوم عند تصويب نيوترونات عليه.

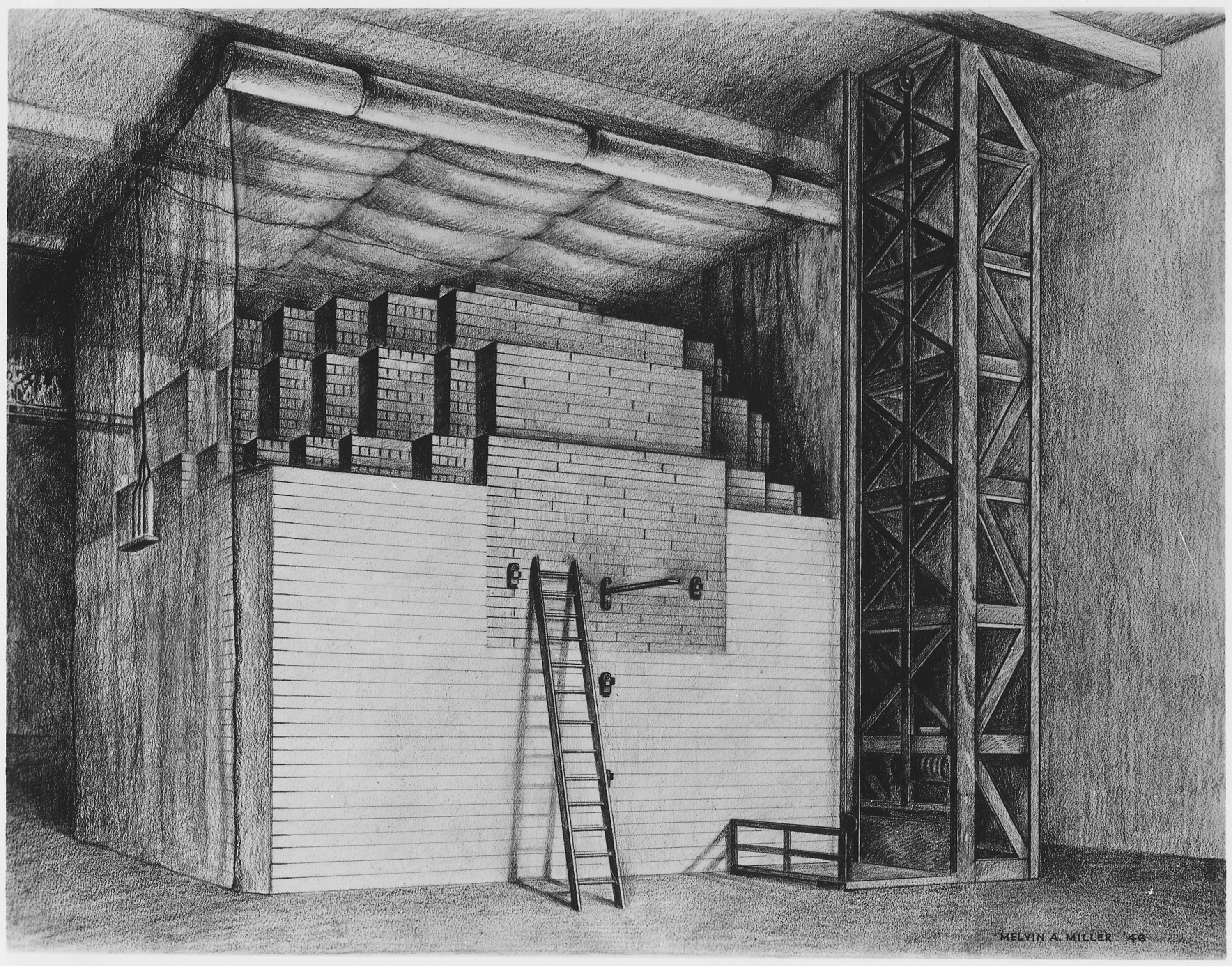
يعد شيكاغو بايل أول مفاعل نووي «كومة ذرية» بقوالب الجرافيت، والذي بني في سرية في جامعة شيكاغو في عام 1942 خلال الحرب العالمية الثانية كجزء من مشروع مانهاتن في الولايات المتحدة

تم اكتشاف النيوترون في عام 1932. وقد أدرك العالم المجري «ليو زيلارد» في عام 1933 مفهوم التفاعل النووي المتسلسل الناجم عن تفاعلات نووية تحدث بين النيوترونات مع أنوية ذرات أنشطارية مثل اليورانيوم بعد ذلك بوقت قصير. وقدم براءة اختراع لفكرته عن المفاعل البسيط التالي بينما كان يعمل في الأميرالية في لندن. ومع ذلك، فإن فكرة زيلارد لم تدمج فكرة الانشطار النووي كمصدر نيوتروني، لأن هذه العملية لم تكتشف بعد. أثبتت أفكار زيلارد للمفاعلات النووية باستخدام تفاعلات السلسلة النووية بوساطة النيوترون في العناصر الخفيفة أنها غير قابلة للتطبيق.
وقد جاء الإلهام لنوع جديد من المفاعلات باستخدام اليورانيوم من اكتشاف ليز مايتنر وفريتز شتراسمان وأوتو هان في عام 1938 أن قصف اليورانيوم بالنيوترونات (الذي قدمه رد فعل الانصهار ألفا على البريليوم، وهو «هاوتزر النيوترون») أنتج باريوم بقايا، التي كان سببها تم إنشاؤها عن طريق الانشطار من نوى اليورانيوم. وكشفت الدراسات اللاحقة في أوائل عام 1939 (أحدها من قبل زيلارد وفيرمي) أن العديد من النيوترونات تم إطلاقها أيضا أثناء الانشطار، مما أتاح الفرصة لتفاعل السلسلة النووية التي تصورها زيلارد قبل ست سنوات.
في 2 أغسطس 1939 وقع ألبرت أينشتاين رسالة إلى الرئيس فرانكلين روزفلت (كتبها زيلارد) تشير إلى أن اكتشاف انبعاث اليورانيوم يمكن أن يؤدي إلى تطوير «قنابل قوية جدا من نوع جديد»، مما يعطي دفعة لدراسة المفاعلات والانشطار. كان زيلارد وآينشتاين يعرفان بعضهما البعض بشكل جيد، وقد عملا معا منذ سنوات، لكن أينشتاين لم يفكر مطلقا في هذه الإمكانية للطاقة النووية حتى ذكرت سيلارد له، في بداية سعيه لإنتاج رسالة أينشتاين - زيلارد لتنبيه الحكومة الأمريكية.
بعد فترة وجيزة، غزت ألمانيا هتلر بولندا في عام 1939، بدءا من الحرب العالمية الثانية في أوروبا. الولايات المتحدة لم تكن رسميا في حالة حرب، ولكن في تشرين الأول / أكتوبر، عندما تم تسليم رسالة أينشتاين - زيلارد له، وعلق روزفلت أن الغرض من إجراء البحث هو التأكد من «النازيين لا تفجيرنا». وتابع المشروع النووي الأمريكي، على الرغم من بعض التأخير حيث ظلت هناك شكوك (بعضها من فيرمي) وأيضا عمل قليل من عدد قليل من المسؤولين في الحكومة الذين اتهموا في البداية بتحريك المشروع إلى الأمام.
في العام التالي تلقت حكومة الولايات المتحدة مذكرة فريشش-بيرلز من المملكة المتحدة، التي ذكرت أن كمية اليورانيوم اللازمة لسلسلة من ردود الفعل كانت أقل بكثير مما كان يعتقد سابقا. وكانت المذكرة نتاجا للجنة مود، التي كانت تعمل على مشروع القنبلة الذرية في المملكة المتحدة، والمعروفة باسم سبائك الأنبوبة، في وقت لاحق أن تندرج ضمن مشروع مانهاتن.

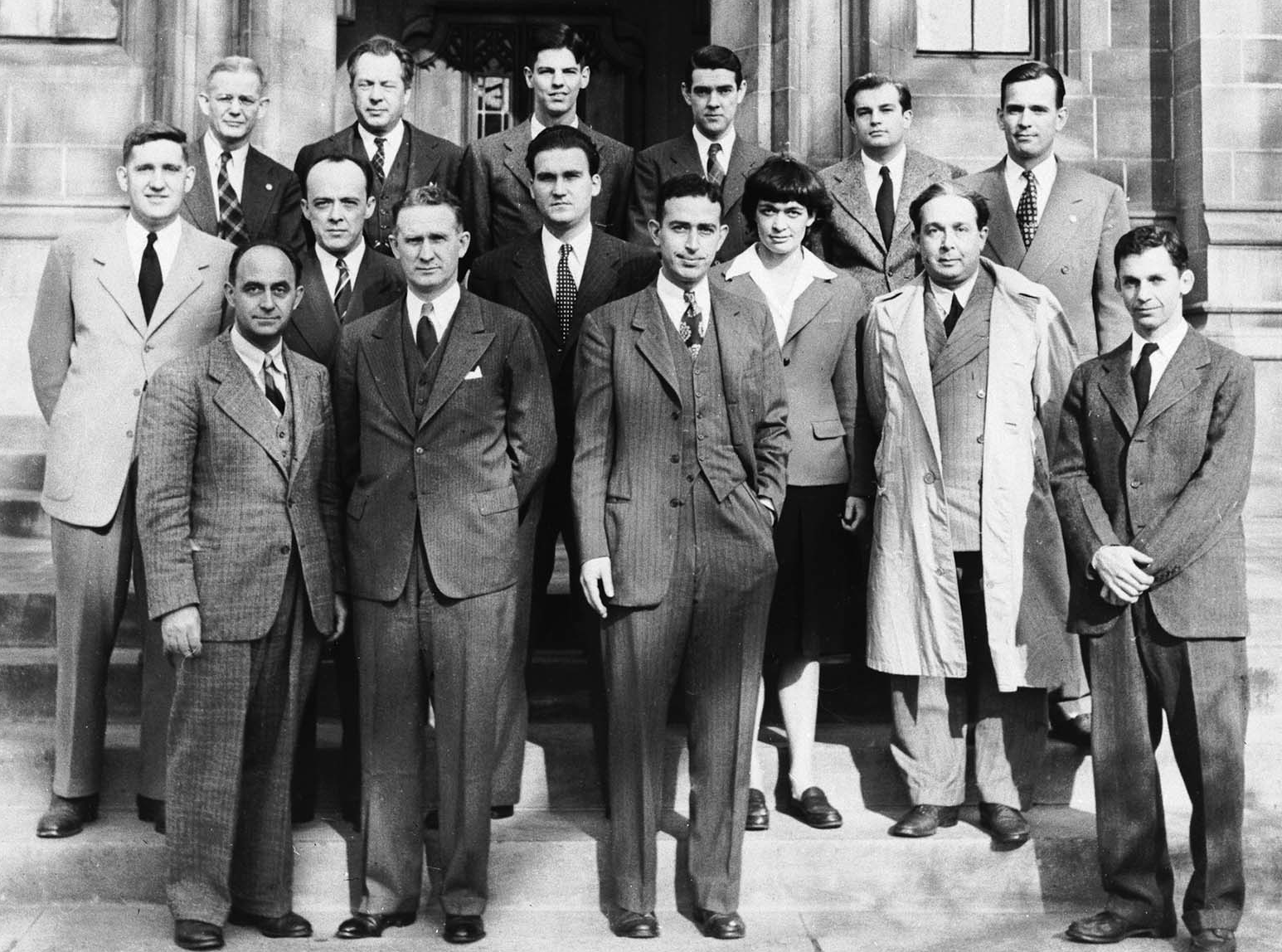
فريق شيكاغو بايل، بما في ذلك الفيزيائي إنريكو فيرمي والفيزيائي ليو زيلارد.

في نهاية المطاف، تم بناء أول مفاعل نووي اصطناعي، شيكاغو بايل -1، في جامعة شيكاغو، من قبل فريق بقيادة إنريكو فيرمي، في أواخر عام 1942. بحلول هذا الوقت، تم الضغط على البرنامج لمدة عام من قبل دخول الولايات المتحدة في الحرب. حقق شيكاغو بايل أهمية حاسمة في 2 ديسمبر 1942  في 3:25 مساء. وكان هيكل دعم المفاعل من الخشب، الذي يدعم كومة (ومن ثم اسم) كتل الجرافيت، جزءا لا يتجزأ من الذي هو أكسيد اليورانيوم الطبيعي «بسيودوسفيرز» أو «قوالب».
بعد فترة وجيزة من شيكاغو بايل، طور الجيش الأمريكي عددا من المفاعلات النووية لمشروع مانهاتن ابتداءً من عام 1943. وكان الغرض الرئيسي لأكبر المفاعلات (الموجود في موقع هانفورد في ولاية واشنطن) هو الإنتاج الضخم للبلوتونيوم للأسلحة النووية. قدم فيرمي وسيلارد طلبا للحصول على براءة اختراع على المفاعلات في 19 ديسمبر 1944. وتأخر إصدارها لمدة 10 سنوات بسبب السرية في زمن الحرب.
«أول محطة للطاقة النووية في العالم» هي المطالبة التي أدلى بها علامات في موقع إبر-I، الذي هو الآن متحف بالقرب من أركو، ايداهو. كان يسمى أصلا «شيكاغو بايل -4»، تم تنفيذه تحت إشراف والتر زين لمختبر أرغون الوطني. هذا لمفر التجريبية التي تديرها لجنة الطاقة الذرية الأمريكية أنتجت 0.8 كيلوواط في اختبار في 20 ديسمبر 1951  و 100 كيلو واط (الكهربائية) في اليوم التالي، وجود تصميم تصميم 200 كيلوواط (الكهربائية).
وإلى جانب الاستخدامات العسكرية للمفاعلات النووية، كانت هناك أسباب سياسية لاستخدام المدنيين للطاقة الذرية. وألقى الرئيس الأمريكي دوايت آيزنهاور خطابه الشهير «الذرات من أجل السلام» إلى الجمعية العامة للأمم المتحدة في 8 كانون الأول / ديسمبر 1953. وأدت هذه الدبلوماسية إلى نشر تكنولوجيا المفاعلات إلى المؤسسات الأمريكية وفي جميع أنحاء العالم ().
كانت أول محطة للطاقة النووية التي بنيت لأغراض مدنية محطة الطاقة النووية أوبينسك آم-1، التي أطلقت في 27 يونيو 1954 في الاتحاد السوفيتي. أنتجت حوالي 5 ميغاواط كهربائية.

## المكونات

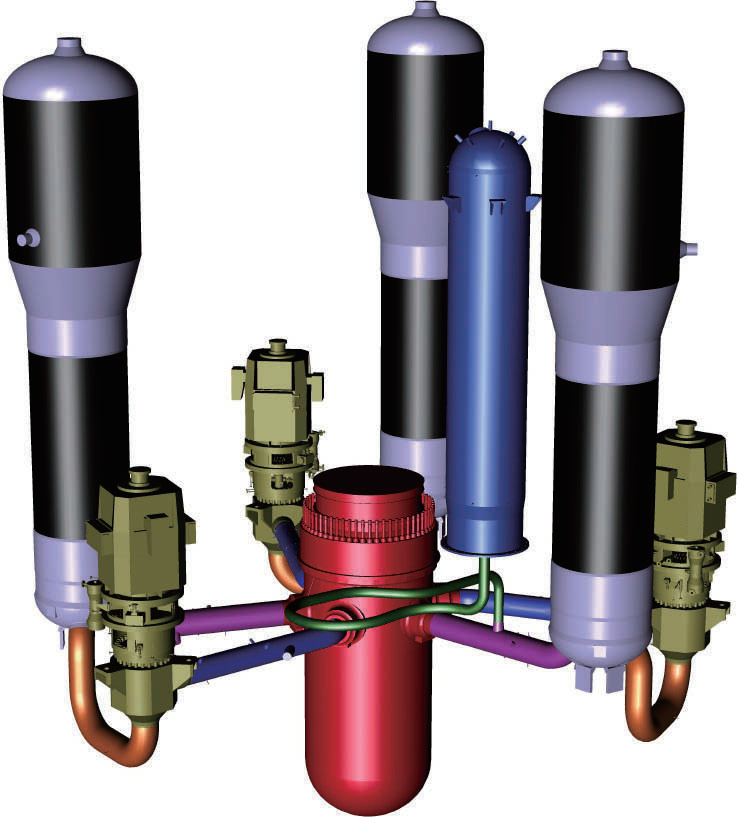
غلاية الضغط التي تحوي قلب المفاعل (أحمر) وحولها ثلاثة مضخات (رمادي) لدورة المياه فيه وثلاثة مبدلات حرارية (أسود) لنقل الحرارة من دورة الماء الأولية إلى دورة الماء الثانوية، أما الخزان الأزرق فهو يحوي ماء احتياطي (في بعض المفاعلات يكون مولدا للضغط ويكون الماء الاحتياطي في خزان آخر).

المكوّنات الرئيسية الشائعة في أكثر أنواع محطات الطاقة النووية هي:
- الوقود النووي
- قلب المفاعل
- مهدئ النيوترون
- ذراع تحكم (تمتص النيوترونات)
- غلاية (خزان المفاعل)
- عنفة بخارية
- مولد كهربائي
- مكثف الماء
- برج تبريد (غير مطلوب دائمًا ويمكن التبريد بمياه نهر أو بحر)
- نظام التحكم الوقائي (منع الانفجار)
- بناية الاحتواء
- غرفة المراقبة
- وسائل العمليات المستعجلة
- حوض تخزين الوقود المستهلك

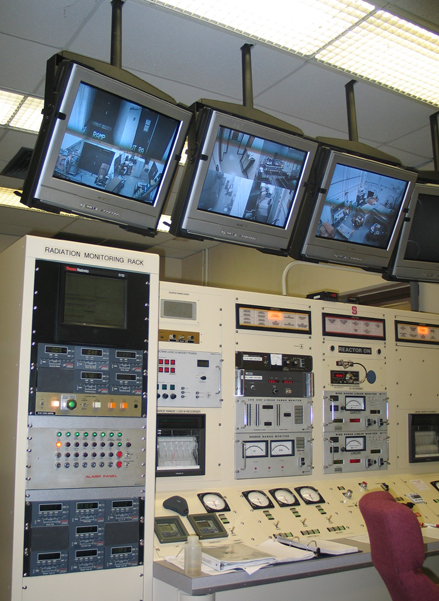
غرفة المراقبة للمفاعل النووي.

يتكون المفاعل النووي من الأجزاء التالية:
1. كومة الوقود النووي أو قلب المفاعل وهو الجزء الذي يحتوي على وحدات الوقود النووي ويتم فيه التفاعل المتسلسل المميز للانشطار النووي، ويتخلله المهدئ كالماء مثلا.
2. السائل المهدئ (بالإنجليزية: moderator) ويستعمل الماء عادة لخفض سرعة النيوترونات وبالتالي ينشط معدل التفاعل بين النيوترونات وأنوية الوقود النووي فيحدث الانشطار النووي. الانشطار النووي يكون مصحوبا بانتشار بين 2 إلى 3 نيوترونات جديدة وطاقة - وتستطيع تلك النيوترونات التفاعل مع أنوية أخرى من الوقود النووي وتحدث انشطارها، وهكذا ولذلك سمي هذا التفاعل بالتفاعل المتسلسل. المهدئ يحمل حرارة التفاعل الناتجة التفاعل النووي ويسخن المهدئ الذي هو الماء وينتج بخارا عاليا الضغط، يستغل في تشغيل التوربين.
3. حاوية الضغط (خزان المفاعل، انظر الشكل) تحيط بقلب المفاعل والماء، مصنوعة من الحديد الصلب ذات جدران سميكة (نحو 12 سم)، للاحتفاظ بضغط البخار عاليا، ولمنع تسرب الإشعاعات الناتجة من الانشطار النووي إلى الخارج والوقاية منها. يخرج بخار الماء بضغط يبلغ 400 ضغطا جويا وتكون درجة حرارته نحو 450 درجة مئوية في أنابيب واسعة سميكة من حاوية المفاعل (الغلاية)، وهي تسمى أحيانا خزان الضغط للمفاعل .
4. مبادلات حرارية يأتي البخار عالى الضغط من المفاعل إلى المبادلات لفصل دائرتي الماء: الدائرة الأولية للماء الذي يلف في المفاعل ويلامس الوقود النووي، وهذه تكون عالية الإشعاع نظرا لتلامسها مع الوقود النووي. لذلك تُفصل عن الدائرة الثانوية للماء الساخن المضغوط عن طريق المبدل الحراري. بالتالي يسخن الماء في الدائرة الثانوية عند مغادرته المبادل الحراري ويتحول إلى بخار ماء عالي الضغط والحرارة ويوجه في أنابيب شديدة التحمل إلى توربين لتوليد الكهرباء.
5. مولد كهربائي عملاق يديره التوربين ويولد التيار الكهربائي.

بذلك تتحول الطاقة النووية إلى طاقة حرارية ثم إلى طاقة حركة للتوربين والمولد الكهربائي الذي يحولها إلى طاقة كهربائية لتشغيل المصانع وإنارة المنازل.

## الكتلة الحرجة

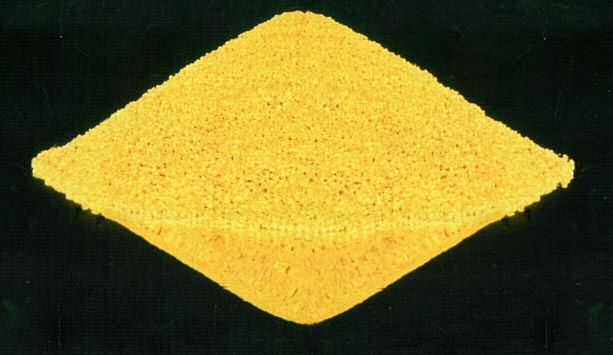
الكعكة الصفراء: هو ملح هكسافلوريد اليورانيوم، يتميز بدرجة تسامي منخفضة. لهذا يستخدم لتخصيب اليورانيوم حيث ترتفع نسبة اليورانيوم-235 إلى نحو 7و3% في الناتج. ثم يؤكسد الناتج وويشكل في هيئة كبسولات من الوقود النووي وتعبأ في أنابيب من الزركونيوم لتشغيلها في المفاعل النووي. من هكسافلوريد اليورانيوم يمكن تخصيب اليورانيوم في أفران معينة حتى درجة تصل إلى 95% من اليورانيوم-235 الذي تصنع منه الأسلحة النووية.

بهدف تحفيز سلسلة عمليات الانشطار النووي في مركز المفاعل النووي، يستعمل ما يسمى بالوقود النووي وهو في الغالب اليورانيوم-235 أو البلوتونيوم-239. ومن أجل تسيير التفاعل المتسلسل يحتاج المفاعل أو القنبلة النووية لكمية من اليورانيوم-235 أو البلوتونيوم-239 أكبر مما يسمى الكتلة الحرجة. قنبلة اليورانيوم-235 تحتاج إلى نحو 50 كيلوجرام، وقنبلة البلوتونيوم-239 تحتاج إلى كتلة حرجة أكبر من 6 كيلوجرام، فيهما يسير التفاعل المتسلسل بلا توقف ويؤدي للانفجار. أما في المفاعل النووي فإن الوقود النووي يتكون من اليورانيوم الطبيعي المحتوي على 5و3% من اليورانيوم-235 ولهذا يسمى «يورانيوم مخصب». ومن الممكن الحصول على وقود نووي من اليورانيوم الطبيعي المخلوط ببلوتونيوم-239 بنسبة 4% واستخدامها في المفاعل النووي الذي يسير فيه التفاعل بتحكم فلا ينفجر. كمية الوقود النووي التي تستخدم لتوليد الكهرباء تصل ما بين 50 طن إلى 110 طن. يساعد الماء كمهدئ للنيوترونات بالإضافة إلى قضبان امتصاص النيوترونات الزائدة على التحكم في سير التفاعل، فيسير هادئا ببطء ولا ينفجر المفاعل.
لتوضيح مفهوم الكتلة الحرجة تصوّر أن هناك كرة بحجم قبضة اليد مصنوعة من يورانيوم-235، بعد تحفيز أولي لعملية الانشطار النووي بواسطة تسليط حزمة من النيوترون على الكرة سيتولد في المتوسط عدد 2.5 من النيوترونات جراء هذا الانشطار الأول لنواة ذرة اليورانيوم-235. وهذا يكون كافياً لبدء انشطار ثانٍ في نواة أخرى من اليورانيوم-235. وأثناء هذه التفاعلات التسلسلية من الانشطارات في اليورانيوم يُفقد الكثير من النيوترونات الناتجة عن التفاعل وتخرج من سطح كرة اليورانيوم، وبفقد تلك النيوترونات يتوقف التفاعل النووي. لهذا يجب أن يكون معدل توليد النيوترونات داخل الكرة مساوٍ على الأقل لعدد النيوترونات المتسربة إلى الخارج حتى تستمر عمليات الانشطار، وتسمى تلك الحالة الحالة الحرجة. وهنا يأتي دور الكتلة الحرجة التي يمكن تعريفها بالحد الأدنى من كتلة مادة نووية معينة كافية لدوام سلسلات متعاقبة من الانشطارات.
إذا كان العنصر المستخدم في عملية الانشطار النووي ذو كتلة يتطلب تسليطاً مستمراً بالنيوترونات لتحفيز الانشطار الأولي للنواة فإن هذه الكتلة تسمى بالكتلة دون الحرجة.
إذا كان العنصر المستخدم في عملية الانشطار النووي ذو كتلة قادرة على تحمل سلسلات متعاقبة من الانشطار النووي حتى بدون أي تحفيز خارجي بواسطة تسليط نيوترونات خارجية فيطلق على هذه الحالة الكتلة فوق الحرجة وهي المرحلة المطلوبة لتصنيع القنبلة النووية.
تعتبر كل من أستراليا وكازاخستان وكندا وجنوب أفريقيا والبرازيل وناميبيا من أكبر الدول المصدرة لليورانيوم، ويباع عادة بسعر يتراوح من 80 - 100 دولار للكيلوغرام الواحد وبعد الحصول عليه يتم طحنه وتحويله إلى ما يسمى بالكعكة الصفراء التي يتم تحويلها فيما بعد إلى هيكسافلوريد اليورانيوم ويتم بعد ذلك عملية تخصيب اليورانيوم.

## تخصيب اليورانيوم
عملية تخصيب اليورانيوم عبارة عن عزل نظير معين من مخلوط نظائر، وهذا النظير المعين هو اليورانيوم-235 الذي يصلح لإنتاج الطاقة الكهربائية في مفاعل نووي. اليورانيوم الطبيعي يحتوي على 7و0% من اليورانيوم-235 أما باقي اليورانيوم فهو اليورانيوم -238. والمطلوب من عملية التخصيب هو رفع نسبة اليورانيوم-235 في اليورانيوم الطبيعي إلى 5و3% حتى يمكن استخدامه في مفاعل نووي يعمل بالماء الخفيف. اليورانيوم المخصب إذا يمكن أن يكون ذو نسبة 5و3% من اليورانيوم-235 أو أعلى من ذلك (إنتاج أسلحة نووية يحتاج إلى تخصيب أعلى من 90%)، ويسمى الجزء من اليورانيوم المنزع منه اليورانيوم-235 «اليورانيوم المنضب». وتتم عملية التخصيب على مراحل حيث يتم في كل مرحلة عزل كميات أكبر من النظير المرغوب فيه (اليورانيوم-235) حيث يزداد اليورانيوم تخصيبا بعد كل مرحلة لحد الوصول إلى نسبة النقاء المطلوبة (5و3% لإنتاج الطاقة الكهربائية في مفاعلات نووية ؛ أو 90% لإنتاج أسلحة نووية).
على سبيل المثال اليورانيوم المخصب عبارة عن يورانيوم تمت زيادة نسبة نظائر اليورانيوم-235 فيه وازالة النظائر الأخرى مثل اليورانيوم-238. وعملية التخصيب هذه صعبة ومكلفة وتكمن الصعوبة في أن النظائر الذي يراد ازالتها من اليورانيوم شبيهة جدا من ناحية الكتلة الذرية والخواص الكينميائية للنظائر الذي يرغب بالإبقاء عليها وتخصيبها. وتتم عملية التخصيب باستخدام بطرق متعددة، كلها تعتمد على الحرارة العالية. الطريقة الأمريكية المتبعة في مشروع مانهاتن لغنتاج القنابل الذرية كانت بطريقة النغاذية ؛ حيث تختلف نفاذية اليورانيوم -235 عن نفاذية اليورانيوم-238 في السيراميك مثلا. الطريقة الثانية التي يكثر استخدامها هي طريقة الطرد المركزي. وهناك طرق أخرى أكثر تعقيدا كاستعمال الليزر أو الأشعة الكهرومغناطيسية ولكنها ليست للأغراض الصناعية. معامل الفصل بين النظيرين عبر مرحلة واحدة هو 1.3 للطريقة الطرد المركزي بالمقارنة بمعامل 1.005 للانتشار الحراري عبر حاجز، وهي نسبة تعادل 1:50 من وجهة الطاقة المستخدمة. طريقة الطرد المركزي تتبع في تخصيب 54% من اليورانيوم المخصب في العالم.
وتبلغ نسبة اليورانيوم-235 الذي يراد تخصيبه من اجمالي ذرات اليورانيوم الطبيعي نسبة 0.7% فقط ولكن هذا الجزء هو المرغوب فيه لكونه يصلح للانشطار بواسطة تسليط نيوترون منخفض السرعة عليه ؛ وهذا ما يتم في مفاعل نووي يعمل بالماء الخفيف. أما اليورانيوم الطبيعي فيمكن من حيث المبدأ استخدامه في مفاعل نووي مع استخدام الماء الثقيل لتهدئة سرعة النيوترونات قبل اصتدامها باليورانيوم-235. أغلبية الجزء المتبقي من اليورانيوم الطبيعي بعد استخلاص جزء اليورانيوم-235 هو اليورانيوم-238 (أو «اليورانيوم المنضب» الذي يحتوي على نسبة أقل من 7و0% يورانيوم-235). تم تخصيب اليورانيوم لأول مرة في الولايات المتحدة أثناء الحرب العالمية الثانية لصناعة قنبلة هيروشيما التي ألقيت على اليابان في أغسطس 1945. القنبلة النووية الثانية التي ألقيت على نجازاكي كانت من البلوتونيوم-239، وبهما انتهت الحرب بين الولايات المتحدة واليابان بلا قيد ولا شرط. تم بناء 3 من المفاعلات النووية في ولايات تينيسي وأوهايو وكنتاكي وكانت الطريقة المستعملة عبارة عن ضخ كميات كبيرة من اليورانيوم على شكل غاز يورانيوم هيكسافلوريد (بالإنجليزية: uranium hexafluoride) في درجة حرارة عالية إلى حواجز ضخمة تحوي على ملايين الثقوب الصغيرة جدا وبسرعة نفاذية اليورانيوم -235 بالمقارنة بسرعة نفاذية اليورانيوم-238 في الحواجز تزداد نسبة اليورانيوم-235 في المخلوط على الناحية الخلفية من الحاجز. وبتتابع تلك العمليات الواحدة تلو الأخرى يمكن الوصول إلى نسبة يورانيوم-235 أعلى من 90% تصلح لصناعة قنبلة هيروشيما. استغلال الفرق في سرعة النفاذية مكّن الولايات المتحدة من صناعة قنبلة هيروشيما، وتمتلك الولايات المتحدة يورانيوم مخصب من النوع العالي الخصوبة بنسبة 90%.
ومن أساليب التخصيب الأخرى الأسلوب الذي يعرف بطريقة الطرد المركزي، وفيه يلزم أيضا تكرار الطرد المركزي في مرات عديدة.
وتقاس قدرة محطات تخصيب اليورانيوم في شروط نسبة فصل اليورانيوم -235 عن اليورانيوم-238. فبالنسبة لإنتاج الطاقة الكهربائية من مفاعل نووي يعمل بالماء الخفيف يكفي أن تكون نسبة اليورانيوم-235 نحو 5و3 %. كما تحتاج بعض مفاعلات البحوثيورانيوم مخصبا إلى درجة 20% بغرض الحصول على فيض كثيف من النيوترونات يستخدم في إجراء البحوث العلمية وفحص المواد. أما إنتاج أسلحة نووية فيحتاج إلى نسبة تخصيب أعلى من 90% من اليورانيوم-235.

## تصنيف المفاعلات النووية
تصنف المفاعلات النووية بطرق مختلفة، سنأتي أسفله ببعض منها للتوضيح.

### تصنيف طبقًا لنوع التفاعل
نوعان أساسيان من التفاعل في الإطار النووي: انشطار نووي واندماج نووي. تفاعل الانشطار النووي هو النوع المستغل حاليًّا في مفاعلات القوى وفي كل المفاعلات الأخرى المستخدمة اليورانيوم البلوتونيوم كوقود نووي. أما الاندماج النووي فلا يزال تحت البحث وربما يستغرق عشرات السنين وهو يستغل الهيدروجين الثقيل والتريتيوم كوقود وتلتحم فيه تلك العناصر لإنتاج الهيليوم وتنتج منه طاقة أكبر بكثير من طاقة انشطار اليورانيوم. الطاقة الناتجة من اندماج الهيدروجين بأنواعه هي السر وراء طاقة الشمس، فهي تفاعلات اندماج تولد تلك الطاقة الهائلة عبر بلايين السنين من دون توقف. لهذا يكون تقليدها على الأرض بالغًا الصعوبة، ولكن البحوث العلمية لإنتاج مفاعل اندماج نظائر الهيدروجين لإنتاج الطاقة في تقدم.

### انشطار نووي
تعمل مفاعلات القوى التي تولد الكهرباء بطريقة الانشطار النووي. وهي تستخدم اليورانيوم وما ينتج منه من البلوتونوم كوقود نووي، كما أن استخدام الثوريوم-233 من الممكن أيضا حيث يمكن انشطار أنويته عن امتصاصها نيوترونات. وتصنف مفاعلات الانشطار النووي إلى نوعين من حيث طاقة النيوترونات المستخدمة فيها لاستمرارية التفاعل المتسلسل:
- مفاعلات نيوترونات حرارية بطيئة (بالإنجليزية: Thermal reactor) وهي الأنواع الغالبة، تهدأ فيها سرعات النيوترونات لتصبح مناسبة لتفاعلها مع أنوية اليورانيوم أو البلوتونيوم. تحوي تلك المفاعلات مهدئات للنيوترونات وهي مواد تهديء من سرعة النيوترونات، مثل الماء فهو يهديء من سرعة النيوترونات. تلك النيوترونات هادئة السرعة تتفاعل مع اليورانيوم-235 والبلوتونيوم-239 وكذلك مع البلوتونيوم-241، واما تفاعلها مع أنوية اليورانيوم-238 فيكون أقل من تفاعل النيوترونات السريعة معه النيوترونات السريعة هي التي تتولد أصلا من الانشطار. وتهدئتها في الماء مثلا يجعلها تتفاعل مع أنوية اليورانيوم-235 والبلوتونيوم -239 فتنشطر تلك الأنوية وتطلق حرارة. النيوترونات البطيئة تتفاعل مع اليورانوم-235 فينشطر، ويقل تفاعلها مع أغلبية اليورانيوم-238.

تنتقل الحرارة الناتجة من التفاعل إلى ماء التهدئة فيسخن تحت ضغط عالي مما يرفع من درجة غليان الماء. يوجد الوقود النووي والماء المهدئ في خزان المفاعل (الغلاية)، بالإضافة إلى محسات وأجهزة للتحكم في سير التفاعل. يحيط بخزان المفاعل - الذي يبلغ سمك جداره 12 سنتيمتر من الفولاذ - ويحيط به مانع خرساني سميك لحجب الإشعاعات عن العاملين، بالإضافة إلى المبنى الخرساني للمفاعل من الخارج، يصل سمك جدرانه 5و1 متر.
- مفاعل النيوترونات السريعة (بالإنجليزية: Fast neutron reactor) وهي مفاعلات لا يكون فيها مهدئ لسرعة النيوترونات بصفة أساسية، أو يكون الموجود من المهدئ قليلا. ويلزم لاستمرار التفاعل هنا بين النيوترونات السريعة وأنوية اليورانيوم أن يكون اليورانيوم مخصبا بنسبة عالية (نحو 20% من اليورانيوم-235، وتتفاعل النيوترونات السريعة مع اليورانيوم-238 الذي يشكل أغلبية اليورانيوم - وتنتج الطاقة. ميزة مفاعل النيوترونات السريعة هو أنه ينتج مواد مشعة أقل من مفاعل النيوترونات البطيئة - أي تنتج نفايات مشعة أقل بسبب سرعة النيوترونات.[22]

ولكن مفاعلات النيوترونات السريعة تكلف كثيرا، بالتالي يكون ثمن الكهرباء منها عاليا بالمقارنة بإنتاج الكهرباء في مفاعل النيوترونات البطيئة. لهذا فمعظم مفاعلات القوى من نوع مفاعلات النيوترونات الحرارية البطيئة. وتستغل بعض السفن الحربية الروسية مفاعل النيوترونات السريعة لتحركها. كما يقوم الفيزيائيون بتطوير مفاعل النيوترونات السريعة لإنتاج وقود نووي - مفاعل استنسال سريع - وهو يمثل الجيل الرابع من مفاعلات القوى. مفاعلات الجيل الرابع تمثل مفاعلا ينتج الطاقة وفي نفس الوقت ينتج وقودا جديدا في هيئة بلوتونيوم-239 من اليورانيوم-238 يمكن تدويره.

### اندماج نووي
مفاعل الاندماج النووي مثل توكاماك هو تقنية تجريبية، وهو يستخدم أساسا الهيدروجين الثقيل كوقود. ولا يزال غير ممكنا استغلاله في إنتاج الطاقة ؛ إذ أن التفاعل حتى الآن لا يستمر لفترة طويلة بل ينقطع الاندماج النووي بعد جزء من الثانية. يحاول العلماء مد فترة التفاعل عن طريق استخدام تقنيات ضخمة مستحدثة، ويوجد منه نوع يسمى
Farnsworth-Hirsch fusor يستخدم لإنتاج فيض نيوترونات تستخدم في البحث العلمي، وليس لإنتاج الطاقة الكهربائية.

### تصنيف المفاعلات طبقا لنوع المهدئ
مفاعلات النيوترونات الحرارية البطيئة:
- مفاعلات مهدئة بالجرافيت
- مفاعلات مهدئة بالماء
  - ديدو|مفاعل مهدأ بالماء الثقيل (هي مفاعلات موجودة في كندا والهند الأرجنتين والصين وباكستان ورومانيا وكوريا الجنوبية.[23])
  - مفاعلات مهدئة بالماء العادي (بالإنجليزية: light water reactor) هو مفاعل الماء الخفيف هي أغلب المفاعلات المستخدمة في إنتاج الطاقة الكهربية في العالم. وهي تستخدم الماء العادي لتهدئة سرعات النيوترونات وكذلك في تبريد قضبان اليورانيوم حتى لا ترتفع درجة حرارتها عن نحو 1000 درجة مئوية. وعند تشغيل المفاعل وترتفع درجة حرارة الماء فإن كثافة الماء تنخفض، ويمر خلالها نيوترونات قليلة، وتهدأ سرعاتها بحيث تتسبب في تفاعلات أكثر مع الوقود النووي. هذا يجعل معدل التفاعل النووي مستقرا. تتميز مفاعلات الجرافيت ومفاعلات الماء الثقيل بأنها تهديء من سرعة النيوترونات بكفاءة أكبر من مفاعل الماء الخفيف. ونظرا لكفاءتها العالية في تهدئة سرعة النيوترونات، فإن تلك الأنواع من المفاعلات يمكنها استخدام اليورانيوم الطبيعي (اليورانيوم الطبيعي يحتوي على يورانيوم-235 بنسبة 7و0% فقط و 3و99% يورانيوم-238).
- مفاعلات تهدأ بعناصر خفيفة.
  - مفاعل الملح المنصهر (بالإنجليزية: Molten salt reactor) وهي تهدأ باستخدام الليثيوم أو بريليوم والتي تشكل سبيكة ملحية، مثل فلوريد الليثيوم أو فلوريد البريليوم للمبرد/والمهدئ.
  - مفاعل مهدأ بمعدن منصهر (بالإنجليزية: Liquid metal cooled reactor) (مثل مفاعل سريع بتبريد الرصاص المنصهر)

وهي تستخدم مهدئا ومبردا مخلوط من البزموت والرصاص، وقد تستخدم مهدئا من أكسيد البريليوم.
- مفاعلات مهدأة بمواد عضوية (بالإنجليزية: Organically moderated reactors) وهي تستخدم بيفينيل أو ترفينيل كمهدئ ومبرد.

|  |  |

### تصنيف المفاعلات طبقا لنوع المبرد
- مفاعل مبرد بالماء (بالإنجليزية: Water cooled reactor)

توجد 104 من المفاعلات الشغالة في الولايات المتحدة الأمريكية، من ضمنها 69 مفاعل ماء مضغوط PWR و 35 مفاعل ماء مغلي BWR.
- - مفاعل الماء المضغوط (بالإنجليزية: Pressurized water reactors) منه معظم محطات القوي النووية في العالم الغربي المستخدمة في توليد الكهرباء.
    - من أهم مواصفات مفاعل الماء المضغوط هو خزان الضغط أو خزان المفاعل. معظم محطات القوي المنتجة للكهرباء والمفاعلات النووية المستخدمة لتشغيل السفن البحرية تستخدم خزان الضغط لاحتواء قلب المفاعل. خلال فترة التشغيل يملأ خزان المفاعل جزئيا بالماء ليغمر الوقود النووي ويبقى فوقة حجم من البخار عن طريق تسخين الماء بواسطة سخانات. وأثناء التشغيل يوصل مولد الضغط بغلاية المفاعل (خزان المفاعل) وينظم مول الضغط حجم الماء وحجم البخار في المفاعل. بهذه الطريقة يمكن التحكم في مقدار الضغط داخل خزان المفاعل عن طريق زيادة أو خفض ضغط البخار في الضاغط باستخدام سخان الضاغط.
    - مفاعل الماء الثقيل المضغوط (بالإنجليزية: Pressurized heavy water reactor) وهو نوع من أنواع مفاعل الماء المضغوط، تشترك معها في حيازتهما على دورة لنقل الحرارة تحت ضغط ومعزولة، مع استخدامها ماء ثقيل بدلا من الماء العادي كمبرد ومهدئ في نفس الوقت؛ بهذا يرتفع عدد النيوترونات في المفاعل ويزداد التفاعل، لأن الماء الثقيل يهديء سرعة النيوترونات بطريقة أفضل كما أنه يمتص النيوترونات بدرجة أقل من امتصاص الماء العادي لها. نوع من مفاعل الماء الثقيل يستخدم خصيصا لتحويل اليورانيوم-238 إلى بلوتونيوم-239 الذي تصنع منه الأسلحة النووية.

  - مفاعل الماء المغلي (بالإنجليزية: Boiling Water Reactor)
    - تتميز مفاعلات الماء المغلي بأن يحوط الماء المغلي بالوقود النووي في قلب المفاعل، أي في غلاية المفاعل الأولية وهي تكون تحت ضغط. يستخدم مفاعل الماء المغلي اليورانيوم-235 الموجود في سبيكة ثاني أكسيد اليورانيوم الطبيعي بنسبة تخصيب 7و3%. ويشكل هذا الوقود في هيئة كبسولات موجودة في أنابيب من الزركونيوم وترص في وحدات من الفولاذ وتغطس في قلب المفاعل ويحيطها الماء. يتسبب الانشطار النووي الحادث في اليورانيوم-235 عن طريق النيوترونات في غليان الماء فينشأ بخار تحت ضغط عالي. يوجه هذا البخار في أنابيب شديدة الصلابة وكبيرة إلى توربينات. يدير البخار تحت الضغط العالي التوربينات، فتدير التوربينات بدورها المولد الكهربائي الضخم وينتج الكهرباء.[25] خلال التشغيل المعتاد يضبط الضعط بالتحكم في كمية البخار الخارجة من خزان المفاعل والذاهبة إلى التوربينات.

  - مفاعل الحوض (بالإنجليزية: Pool-type Reactor)
- مفاعل مبرد بمعدن سائل (بالإنجليزية: Liquid metal cooled reactor)

نظرا لأن الماء يستخدم كمهدئ فهو لا يستخدم كمبرد في المفاعل السريع (بالإنجليزية: fast reactor) (أي مفعلات النيوترونات السريعة). المبرد المعدني السائل قد يكون صوديوم، أو مخلوط صوديوم وبوتاسيوم، أو رصاص، أو مخلوط رصاص وبزموث، وقد استخدم سابقا في المفاعلات الابتدائية الزئبق.
- - مفاعل سريع مبرد بالصوديوم (بالإنجليزية: Fast Breeder Reactor)
  - مفاعل سريع مبرد بالرصاص مفاعل سريع بتبريد الرصاص (بالإنجليزية: lead-cooled fast reactor)

رسم توضيحي لعمل مفاعل تبريد غازي تقدمي في بريطانيا، ويلاحظ وجود جميع أجزاء المفاعل داخل الحاوية الضخمة المصنوعة من الخرسانة المسلحة بالحديد وهي تحافظ على الضغط وتحجب الإشعاع عن الخروج:
1. فتحات التموين
2. قضبان التحكم
3. مهدئ من الجرافيت
4. وحدات اليورانيوم
5. حاوية الضغط الخرسانية
6. طلمبة الغاز
7. ماء
8. طلمبة الماء
9. مبادل حراري
10. بخار

- مفاعل مبرد بغاز (بالإنجليزية: Gas cooled reactor): وهي مفاعلات تبر عن طريق تمرير غاز خامل خلال وحدات الوقود النووي، ويستخدم غالبا غاز الهيليوم حيث أن تلك المفاعلات تعمل تنتج أعلى درجة حرارة في المفاعلات النووية. كما استخدم عغاز ثاني أكسيد الكربون في السابق في مفاعلات القوي القديمة في إنجلترا وفرنسا. كذلك استخدم النتروجين. ويتم استغلال الحرارة الناتجة بطريقة تعتمد على نوع المفاعل. فبعض المفاعلات تعمل على إنتاج غاز في درجة حرارة عالية جدا بحيث يوجه الغاز نفسه إلى توربين غازي مباشرة. وكانت التصميمات القديمة تمرر الغاز ذو درجة حرارة عالية في مبادل حراري فينتج منه بخار ماء تحت ضغط عالي يقوم بتدوير التوربينات.
- مفاعل ملح منصهر مفاعل الملح المنصهر: وهي تبرد بواسطة تدوير ملح منصهر فيها، وعادة يكون الملح مخلوط من أملاح الفلور، مثل FLiBe. كما يمكن أن يستخدم مفاعل ملح منصهر سائلا منصهرا يحمل الوقود النووي مذابا فيه.

### تصنيف حسب الاستخدام
- إنتاج الكهرباء
  - مفاعل قوى نووي ومن ضمنها وحدات صغيرة
- التحريك، إدارة مراوح
  - مفاعل نووي للسفن
  - أنواع مقترحة لتسيير صاروخ
- إنتاج الحرارة
  - تحلية الماء
  - تسخين للأغراض التدفية والأغراض الصناعية
  - إنتاج الهيدروجين لتقنية الهيدروجين
- أنتاج عناصر جديدة تحول نووي
  - مفاعل استنسال باليورانيوم تستطيع إنتاج وقود نووي أكثر مما تستهلكه. ويتم ذلك في مفاعل يورانيوم مخصوص يقوم أثناء عمله بتحويل اليورانيوم U-238 إلى بلوتونيوم Pu-239, أو تحويل الثوريوم Th-232 إلى اليورانيوم U-233. بذلك عند تشغيل مفاعل استنسال يعمل باليورانيوم يمكن تزويده بيورانيوم طبيعي أو يورانيوم منضب (ناتج من عملية التخصيب ويكون فقيرا في اليورانيوم-235 القابل للانشطار بالنيوترونات البطيئة)). كذلك مفاعل استنسال بالثوريوم يمكن تزويده بالثوريوم ؛ إلا أنه يحتاج مبدئيا على وقود نووي قابل للانشطار مثل اليورانيوم المخصب.[26]
  - إنتاج النظائر المشعة مثل الأمريسيوم للاستخدام في مكشافات الدخان في الجو، وكذلك أنتاج الكوبالت-60، والموليبدنوم-99 وغيرها، حيث تستخدم في التصوير الطبي والعلاج الطبي بالأشعة النووية.
  - أنتاج أسلحة نووية مثل البلوتونيوم
- لإنتاج فيض من النيوترونات مثلا للقيام بـ التحليل الكيميائي النيوتروني، وتقدير العمر بطريقة الكربون-14 (تأريخ بالكربون المشع) وطريقة تقدير العمر بالبوتاسيوم والأرجون (تأريخ الأرجون-أرجون)، ولإنتاج البوزيترونات التي تستغل في البحوث العلمية وفي الطب مثل تصوير مقطعي بالإصدار البوزيتروني)،
- مفاعل نووي للأبحاث: هي مفاعلات صغيرة تستخدم لتدريب العاملين وفحص المواد وإنتاج العناصر المشعة التي تستخدم في الطب وفي الصناعة. كذلك يمكن إجراء البحوث العلمية على المواد ودراسة المواد عن طريق ضربها بفيض النيوترونات الناتج في المفاعل وقياس النيوترونات المنعكسة منها أو النيوترونات التي تتخلل العينة ويمكن بالنيوترونات تعيين البنية البلورية للمواد ودراسة خواص المواد المغناطيسية.

مفاعلات الأبحاث تكون أصغر كثيرًا من مفاعلات القوى أو المفاعلات لمسييرة للسفن أو الغواصات، وكثير من الجامعات يمتلك مفاعل أبحاث صغير للقيام بالبحث العلمي. يوجد في العالم نحو 280 مفاعل نووي للأبحاث العلمية موجودة في 56 دولة. بعض منها يعمل بيورانيوم عالي التخصيب (يصل إلى تخصيب 20% باليورانيوم-235)؛ ولكن توجد مساعي دولية لخفض تخصيبات اليورانيوم المستخدمة في مفاعلات البحوث حتى لا تستخدم في استخدامات خطرة تضر بالمجتمع الوطني أو المجتمع الدولي.

## المشاكل وتدوير المواد النووية
المشكلة الكبرى تكمن في كيفية التخلص من المخلفات النووية الناتجة في المفاعلات النووية نظرا لشدة الإشعاعات المؤينة النفاذة الضارة التي تنتج منها. وعادة تخزن وحدات وقود اليورانيوم المستهلك في احواض مائية كبيرة لمدة عشرات السنين لغرض تخفيض إشعاعها النووي إلى حد يسهل معاملتها صناعيا وكيماويا بعد ذلك ؛ فالمواد المشعة ينخفض شدة إشعاعها ذاتيا مع الوقت حيث لها خاصية التحلل الإشعاعي وتوصف المواد المشعة بأن لها عمر النصف. يمكن اختيار طريقة من بين طريقتين لمعاملتها: أما تجهيزها وتغليفها بأغلفة سميكة من الخرسانة والفولاذ بمعزل عنها استعدادا لدفنها في الطبقات الجيولوجية العميقة (على عمق 800 إلى 1000 متر) تحت الأرض بعيدا عن السكان؛ وهذا ما يصلح مع النفايات المشعة المتوسطة الإشعاع والضعيفة الإشعاع، أما النفايات المشعة الشديدة الإشعاع فيتم تغليفها في أسطوانات سميكة من الفولاذ (سمك 40 سنتيمتر) قبل دفنها في الطبقات الجيولوجية العميقة. أو الطريقة الأخرى وتتضمن معالجة اليورانيوم المستهلك كيميائيا لفصل البلوتونيوم-239 عن النفايات المشعة (يتكون البلوتونيوم-239 القابل للانشطار في مفاعل اليورانيوم أثناء التشغيل، يستنفذ منه جزء أثناء تشغيل المفاعل ويتبقى جزء آخر يمكن فصله وإعادة استخدامه كوقود نووي). تتم عملية فصل البلوتونيوم-239 عن النفايات كيميائيا بواسطة روبوتات والتحكم فيها عن بعد. بعد ذلك يمكن استغلال البلوتونيوم-239 في تصنيع كبسولات جديدة بخلطه بيورانيوم طبيعي فيمكن إعادة استخدامها في المفاعل لتوليد الطاقة الكهربائية؛ إذ أن البلوتونيوم-239 له نفس الخواص النووية التي يتميز بها اليورانيوم-235 ويصلح لإنتاج الطاقة الكهربائية. أما النفايات المتبقية من المعاملة الكيميائية فهي تكون شديدة الإشعاع فيمكن التخلص منها أولا بخلطها بمسحوق الزجاج ثم صهر المخلوط فتصبح النفايات محتجزة في الزجاج الذي يـُصب في أوعية أسطوانية من الحديد الصلب. الطريقة الفرنسية هو صب هذا الزجاج الحاوي للنفايات الشديدة الإشعاع في أسطوانات من الفولاذ ارتفاعها 120 سم وقطرها 40 سم. هذه الأسطوانات تكون مرتفعة الحرارة أيضا (نحو 300 درجة مئوية) إلى جانب الإشعاعات الشديدة الصادرة منها. وتخزن تلك الأسطوانات شديدة الإشعاع إلى حين بناء المطرح النهائي للتخلص منها تحت الأرض في الطبقات الجيولوجية العميقة. والمهم في الطريقة الثانية لمعالجة اليورانيوم المستهلك أنها طريقة لتدوير المواد النووية لإعادة استخدام البلوتونيوم الذي يمكن الاستفادة منه (تدويره) من خلال العملية الكيميائية لفصله عن النفايات المشعة التي لا يمكن الاستفادة منها. وقد اختارت أنجلترا وفرنسا هذا الطريق لما له من فائدة نحو تدوير المواد النووية وإعادة استخدامها. وتقوم كل من إنجلترا في سيلافيلد Sellafield وفرنسا في لاهاج La Hague بتدوير المواد النووية المستهلكة الناتجة من تشغيل مفاعلاتهم، كما تقومان بتدوير الوقود النووي المستهلك لبعض البلاد مثل اليابان وألمانيا وسويسرا وبلجيكا. العقود الفرنسية والإنجليزية مع تلك البلاد تقضي برد جميع النفايات المشعة بعد العملية الكيميائية إلى بلدها الأصلي، وبالطبع كمية البلوتونيوم-239 الناتجة أيضا. وتقوم السلطات الحكومية برصد كل ما يرسل من مواد مشعة إلى فرنسا وإنجلترا ثم رصد جميع المواد المردودة منها؛ حتى يضمنوا أن كمية المواد المرودة إليهم لا تزيد عن الكميات التي أرسلوها بغرض تدويرها.

## تاريخ الطاقة
تاريخ الطاقة أو تاريخ تشغيل وقود نووي، هو مصطلح يدل على طاقة مفاعل نووي خلال فترة طويلة من الزمن، آخذة في الحسبان أيضا فترات توقفه عن التشغيل وفترات تشغيلة بقدرات مختلفة. هذا يؤثر على نوعية الوقود النووي الموجود فيه والمستخرج منه. تاريخ الطاقة مهم للحسابات والعمليات الخاصة بحرارة الانحلال والمواد المشعة الناتجة عن الانشطار وكذلك بالنسبة إلى تدوير ما الوقود النووي المتبقي فيه وإعادة استغلاله. إذا لم يتم تدوير الوقود النووي المستخدم في المفاعل فهو يعتبر نفايات وغازات مشعة، ويجب التخلص منها بطريقة تتفق مع المعاهدات الدولية، تحت إشراف من الهيئة الدولية للطاقة الذرية، بفينا.
على سبيل المثال المفاعل النووي الذي عمل بـطاقة 100% لمدة 100 ساعة ثم تراجع إلى معدل طاقة 20% لمدة 5 ساعات سينتج كمية مختلفة من حرارة الانحلال والمواد والغازات الناتجة عن الانشطار عن المفاعل المماثل الذي عمل بـطاقة 20% لمدة 105 ساعات لأن المفاعل الثاني له تاريخ طاقة أو تاريخ قدرة مختلف عن الآخر.

## اقرأ أيضا
| - مفاعل الماء الخفيف - مفاعل الماء الثقيل - مفاعل الماء المغلي - مفاعل الماء المضغوط - مفاعل القدرة لمائي - المائي ڤي ڤي إي آر (VVER) - مفاعل الحرارة العالية - مفاعل استنسال سريع - مفاعل غوندريمنغن | - مفاعل سريع بتبريد الرصاص - معدل استهلاك - تفاعل تسلسلي - تفاعل نووي - قائمة بمحطات الطاقة النووية - انشطار نووي - توكاماك تجربة مفاعل اندماجي - وقود نووي مستهلك |  |

## وصلات خارجية
- قاعدة بيانات حول مفاعلات الطاقة النووية – الوكالة الدولية للطاقة الذرية (بالإنجليزية)
- مؤتمر اليورانيوم يضيف نقاشاً حول حادثة اليابان (بالإنجليزية)
- نقاش: هل تمثل الطاقة النووية حلاً للاحتباس الحراري؟ (بالإنجليزية)
- معهد الطاقة النووية — كيف يعمل: توليد الطاقة الكهربائية (بالإنجليزية)
- فيديو التقنية الذكية تقنية ساك
- مواقع المفاعلات النووية حول العالم. (بالإنجليزية)
- اليورانيوم من الموسوعة العربية العالمية.